# Миссис Воловиц
Миссис Воловиц (англ. Mrs. Wolowitz) — вымышленный персонаж, один из героев американского комедийного телесериала «Теория Большого взрыва» (2007—2019). Мать инженера Калифорнийского технического института Говарда Воловица. Её роль сыграла Кэрол Энн Сьюзи, которая в кадре так и не появилась: зрители слышат только её голос. Актриса умерла 11 ноября 2014 года во время показа восьмого сезона. В связи с этим от её персонажа были вынуждены отказаться прямо во время съёмок. Согласно сюжету, миссис Воловиц умерла во Флориде во сне. После этого она ещё неоднократно упоминается в сериале.  

## Характеристика
Первое участие миссис Воловиц в сериале произошло в эпизоде № 7 «Парадокс коротышки» («The Dumpling Paradox») первого сезона. По сюжету Дебби Мальвина Воловиц (Debbie Malvina Wolowitz) представляет собой властную, всё контролирующую, чрезмерно заботливую мать своего взрослого сына Говарда. Изначально проживала с ним в частном доме в Калифорнии. Сына это устраивало как по финансовым мотивам, так и из соображений комфорта. Отец Говарда бросил семью, когда сыну было 11 лет. Создатели предполагали ввести в сюжет в качестве отца Говарда британского музыканта Ринго Старра, одного из участников группы The Beatles. Его приглашали сыграть гостевую роль, но он отказался. В итоге отец Говарда в сериале так и не появился. Особенностью роли Кэрол Энн Сьюзи было то, что актриса никогда не появлялась в кадре, зрители слышат только её громкий низкий голос. Создатель сериала Чак Лорри говорил, что её «внушительный» голос говорит сам за себя, а её внешность лучше оставить для зрительской фантазии. Впрочем, такой оригинальный для ситкома подход не помешал популярности актрисы. Так, её часто узнавали и пародировали случайные люди. Саймон Хеллберг, исполнитель роли Говарда, вспоминал об актрисе: «Она была крохотной женщиной, и порой её макушку было видно за мебелью, когда она протискивалась за кулисы. Её сажали в кресло, вроде режиссёрского, за стенкой. Бывало, идём мы обедать и кто-нибудь спрашивает: „А где Кэрол Энн? Ей сказали про перерыв?“ Оказывалось, что она так и сидела там, в ожидании приглашения на обед. Её работа была очень непростой. Она умела придавать репликам нюансы, несмотря на уровень децибел, сравнимый с орлиным криком, а кроме того, она идеально произносила реплики и чувствовала тайминг. Это всё очень сложно, когда никого не видишь».  
Её голос слышен во многих сериях: когда Говард дома, она кричит ему из другой комнаты, когде нет — общается с ним по телефону. Во время разговоров она всегда громко кричит, часто заставляя сына чувствовать себя неловко, особенно когда он находится вместе с женщиной. Она часто забывает, что Говард уже работает инженером, и разговаривает с ним, будто бы он ещё ребёнок и ходит в школу. Она часто называет его друзей учёных Леонарда, Шелдона и Раджеша «твои маленькие друзья» и спрашивает у Говарда, «играл ли он с ними». Воловицы — евреи, но Говард иронично относится к своей национальной и религиозной принадлежности, что вызывает неудовольствие его матери. Комический эффект также достигается посредством обыгрывания стереотипов об отношениях чрезмерно заботливой «еврейской матери» и сына. «Она должна знать, где её мальчик находится, с кем водится и что кушает. И неважно, сколько мальчику лет — 10 или 26. Она проконтролирует чистоту его комнаты, ушей, воротничков и трусов. Не только приготовит, но и упакует в пакетик обед, чтобы сынуля не проголодался на работе. Она постоянно звонит и обижается, если он не берёт трубку. Она критикует его друзей, его работу и его увлечения. Ну а его женщины рассматриваются как под микроскопом». По мнению религиоведа Дэна Клэнтона, мать Воловица олицетворяет собой стереотип еврейской матери, у которой любовь к детям обрела форму жёсткого контроля над их жизнью и резко критического отношения к их успехам.   
В эпизоде № 15 «Предупреждение о спойлерах» («The Spoiler Alert Segmentation») шестого сезона её фигура ненадолго появляется в дверях, когда в отсутствие Говарда её пришёл проведать Раджеш. Однако для этого момента была снята не низкая Кэрол Энн Сьюзи, а охранник павильона по имени Олаф, загримированный и одетый как миссис Воловиц. Он отличался большим ростом и силой. Олаф привлекался всякий раз, когда требовалось физическое присутствие в кадре мамы Говарда.
Из-за смерти актрисы в ноябре 2014 года пришлось расстаться с её персонажем. Миссис Воловиц умерла во сне во время путешествия во Флориду (15 серия «Регенерация магазина комиксов» («The Comic Book Store Regeneration») восьмого сезона). Говард узнал про это, находясь в магазине комиксов Стюарта, с которым часто спорил о странных отношениях того с его матерью (Стюарт переселился к миссис Воловитц после пожара в магазине комиксов, где ночевал). Актриса болела раком, но не рассказывала о тяжёлом состоянии здоровья. За полтора месяца до смерти, когда у неё спрашивали о здоровье, она отвечала своим знаменитым голосом: «Я прекрасно себя чувствую, дорогуша! Что ни день, то благодать». О том, что у неё мало шансов выжить, участники сериала узнали за неделю до её смерти. Они присутствовали на её похоронах и всегда с большим почтением относились к её памяти. В одной из посмертных серий был помещён памятный титр об актрисе. Её маленькую фотографию прицепили на холодильник в квартире Шелдона и Леонарда, и она оставалась там до конца сериала. Миссис Воловиц упоминается в сериале неоднократно и после смерти. В эпизоде № 18 «Термоизоляция съестных запасов» («The Leftover Thermalization») отключается электричество, и в холодильнике могут испортиться продукты. В связи с этим Говард и его друзья в последний раз отведали приготовленную миссис Воловиц еду, в том числе её знаменитую грудинку.  